# Edmond Delfour
Maurice Edmond Delfour (Ris-Orangis, Francia, 1 de noviembre de 1907 - Corte, Francia, 19 de diciembre de 1990) fue un futbolista internacional francés que se desempeñó como centrocampista antes de convertirse en mánager.
Jugó en el Stade Français (1928-29), RC Paris (1929-37), RC Roubaix (1937-39), FC Rouen (1939-45) y Red Star F.C. (1945-46). Ganó dos torneos nacionales de Francia en 1936 y 1940 y una Copa de Francia en 1936.
Para la selección de fútbol de Francia participó en 41 partidos oficiales, incluyendo tres ediciones de la Copa Mundial de la FIFA en 1930, 1934 y 1938, siendo uno de los cinco jugadores que han aparecido en las tres Copas Mundiales previas a la guerra.
Cuando se retiró de jugar al fútbol, comenzó su carrera de mánager en Bélgica, dirigiendo al KAA Gante, Union Saint-Gilloise, Cercle Brugge y RFC Lieja. Después de haber sido mánager en Bélgica durante muchos años, regresó a Francia y entrenó equipos como Stade Français, Le Havre AC, SC Bastia y US Corte. También dirigió al Club Sportif de Hammam-Lif de Túnez. Murió en 1990, a la edad de 83 años.

## Equipos

### Como jugador
| Equipo                         | País    | Años      | PJ | Goles |
| ------------------------------ | ------- | --------- | -- | ----- |
| Stade Français FC              | Francia | 1928-1929 | ?  | ?     |
| RC Paris                       | Francia | 1929–1937 | ?  | ?     |
| RC Roubaix                     | Francia | 1937–1939 | ?  | ?     |
| FC Rouen                       | Francia | 1939–1945 | ?  | ?     |
| Red Star Olympique             | Francia | 1945–1946 | ?  | ?     |
| Selección de fútbol de Francia | Francia | 1929–1938 | 41 | 2     |

### Como entrenador
| Equipo                     | País    | Años      |
| -------------------------- | ------- | --------- |
| FC Rouen                   | Francia | 1940-1945 |
| Red Star Olympique         | Francia | 1945-1946 |
| Gent                       | Bélgica | 1946-1951 |
| Stade Français             | Francia | 1952-1953 |
| Le Havre AC                | Francia | 1954-1955 |
| Gent                       | Bélgica | 1956-1958 |
| Cercle Brugge              | Bélgica | 1956-1958 |
| Union Saint-Gilloise       | Bélgica | 1962-?    |
| US Corte                   | Francia | 1964-1965 |
| Club Sportif de Hammam-Lif | Túnez   | 1965-1969 |
| SC Bastia                  | Francia | 1969-1970 |

## Palmarés

### Campeonatos nacionales
| Título                | Club     | Año     |
| --------------------- | -------- | ------- |
| Division 1            | RC Paris | 1935-36 |
| Copa de Francia       | RC Paris | 1936    |
| Campeonato de Francia | FC Rouen | 1944-45 |